# Tadebæk
Tadebæk er navnet på en lokalitet mellem Sejerby og Mastrup på Sejerø.
Navnet stammer fra en bæk som fra gammel tid udløb i havet på dette sted. I midten af 
1800-tallet blev bækken gravet op og forlænget ind i Langemosen, så denne blev omkring 4 km. lang. Herved blev Langemosen tørlagt og efterhånden også opdyrket. Tadebækken blev også brugt som kanal for Sejerbys spildevand.
I midten af 1960'erne blev Tadebækkens udløb i havet forsynet med automatisk pumpeanlæg, hvorved Langemosen blev effektivt tørlagt, og egnet til landbrugsformål.
|  | Denne artikel om lokaliteten Tadebæk kan blive bedre, hvis der indsættes et (bedre) billede. Du kan hjælpe ved at afsøge Wikimedia Commons for et passende billede eller lægge et op på Wikimedia Commons med en af de tilladte licenser og indsætte det i artiklen. |

55°52′17″N 11°09′35″Ø / 55.87133°N 11.15975°Ø